# Darnaway Castle
Darnaway Castle är ett slott i Storbritannien. Det ligger i kommunen Moray och riksdelen Skottland. 
Darnaway Castle ligger 53 meter över havet. Terrängen runt Darnaway Castle är huvudsakligen platt, men åt sydost är den kuperad. Runt Darnaway Castle är det glesbefolkat, med 20 invånare per kvadratkilometer. Närmaste större samhälle är Forres, 4 km nordost om Darnaway Castle. I omgivningarna runt Darnaway Castle växer i huvudsak blandskog.